# Lucinda Gooderham
Lucinda Gooderham (Bury St Edmunds, 9 de junio de 1984) es una deportista británica que compitió en remo. Ganó una medalla de plata en el Campeonato Mundial de Remo de 2015, en la prueba de cuatro sin timonel.

## Palmarés internacional
| Campeonato Mundial | Campeonato Mundial     | Campeonato Mundial | Campeonato Mundial |
| Año                | Lugar                  | Medalla            | Prueba             |
| ------------------ | ---------------------- | ------------------ | ------------------ |
| 2015               | Aiguebelette (Francia) | Medalla de plata   | Cuatro sin timonel |